# Lagocephalus lagocephalus
Lagocephalus lagocephalus is een soort van de straalvinnige vissen uit de familie van de kogelvissen (Tetraodontidae). De wetenschappelijke naam van de soort is voor het eerst geldig gepubliceerd in 1758 door Linnaeus.